# Republika

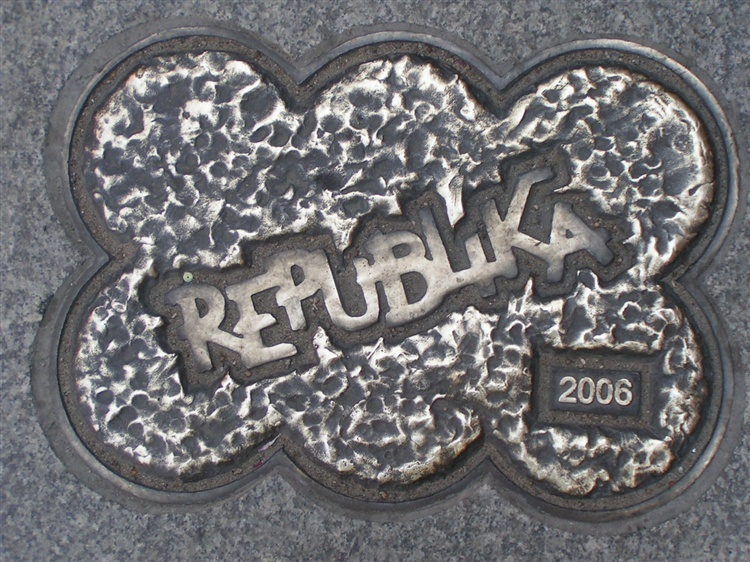
Ein Thorner Lebkuchen mit Bandlogo

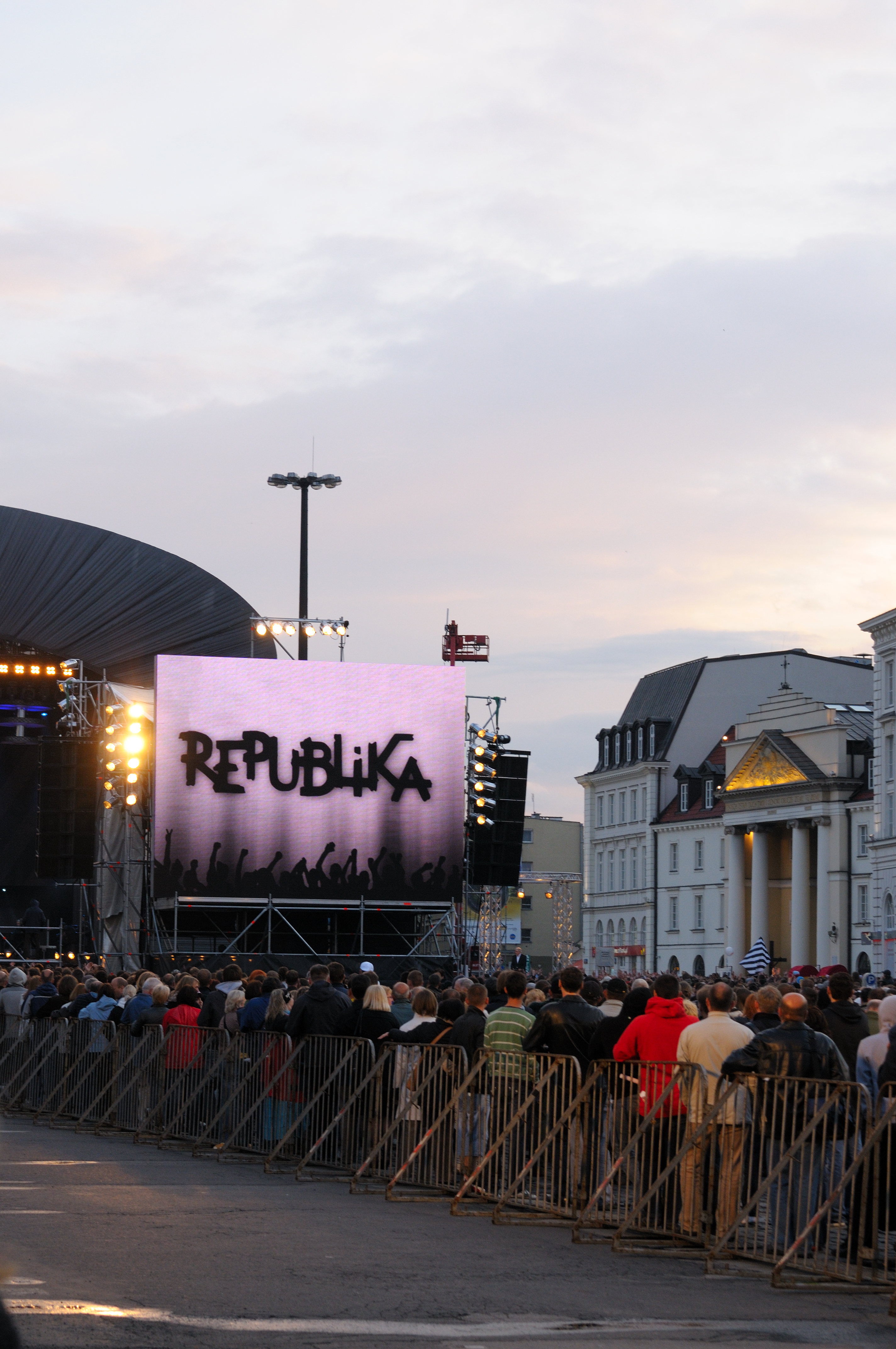
Konzert 2009 in Warschau

Republika war eine polnische Rockgruppe. Sie wurde 1981 gegründet und nach dem Tod des Frontsängers Grzegorz Ciechowski 2001 aufgelöst.

## Geschichte
Erste Auftritte der Band gab es im Studentenklub Od nowa in Thorn. Die Band trat im Jahre 1980 in Warschau erstmals öffentlich auf und war bis 1985 eine der populärsten polnischen Gruppen. Die Band beeindruckte nicht nur durch ihre an westliche Vorbilder angelehnte Leichtigkeit der Musik, sondern auch durch ihre poetischen und tiefgründigen Texte. In jener Zeit entstanden drei Langspielplatten (Nowe Sytuacje, 1984 und Nieustanne Tango). Mitte der 1980er Jahre nahm Ciechowski eine musikalische Auszeit von der Band und gründete eine neue Gruppe mit dem Namen Obywatel G.C. (Bürger G. C.), die mit der Platte Obywatel G.C. (1986), besonders aber mit dem legendären Album Tak! Tak! von 1988 auch großen kommerziellen Erfolg hatte. Im freien Polen gab es 1991 ein Revival von Republika.

## Nachwirkung
Mit ihrer „neoklassischen“ Interpretation von Republika-Titeln auf ihrem Album Biała Flaga (2015) nahmen die Pianistin Hania Rani und die Cellistin Dobrawa Czocher die Erfolge der Band wieder auf.

## Diskografie

### Alben
| Jahr | Titel Musiklabel                        | Höchstplatzierung, Gesamtwochen, AuszeichnungChartsChartplatzierungen (Jahr, Titel, Musiklabel, Platzierungen, Wochen, Auszeichnungen, Anmerkungen) | Anmerkungen                                                                              |
| Jahr | Titel Musiklabel                        | PL | Anmerkungen                                                                              |
| ---- | --------------------------------------- | --- | ---------------------------------------------------------------------------------------- |
| 1983 | Nowe sytuacje Polton                    | — | Erstveröffentlichung: 4. Juli 1983                                                       |
| 1984 | 1984 Mega Organisation                  | — | Erstveröffentlichung: 1984                                                               |
| 1984 | Nieustanne tango Polton                 | — | Erstveröffentlichung: 17. September 1984                                                 |
| 1991 | 1991 Arston                             | — | Erstveröffentlichung: 19. August 1991                                                    |
| 1993 | 82-85 Sonic                             | PL44 Gold · (2 Wo.)PL | Erstveröffentlichung: 15. März 1993 Verkäufe: + 15.000; Charteinstieg erst in KW 12/2012 |
| 1993 | Siódma pieczęć Sound-Pol                | — | Erstveröffentlichung: 16. August 1993                                                    |
| 1993 | Bez prądu (Live) Polskie Radio Łódź     | — | Erstveröffentlichung: 1993                                                               |
| 1995 | Republika marzeń Pomaton EMI            | — | Erstveröffentlichung: 11. September 1995                                                 |
| 1998 | Masakra Pomaton EMI                     | — | Erstveröffentlichung: 14. Dezember 1998                                                  |
| 1999 | Biała flaga Pomaton EMI                 | PL— GoldPL | Erstveröffentlichung: 12. März 1999 Verkäufe: + 15.000                                   |
| 2002 | Republika (Live) Pomaton EMI            | — | Erstveröffentlichung: 23. März 2002                                                      |
| 2002 | Ostatnia płyta Pomaton EMI              | — | Erstveröffentlichung: 23. März 2002                                                      |
| 2002 | Republika – Złote DVD Pomaton EMI       | PL— GoldPL | Erstveröffentlichung: 23. November 2002 Verkäufe: + 5.000                                |
| 2003 | Komplet (13-CD-Edition) Pomaton EMI     | — | Erstveröffentlichung: 15. November 2003                                                  |
| 2014 | Koncerty w trójce volume 13 Pomaton EMI | PL33 (2 Wo.)PL | Erstveröffentlichung: 2014                                                               |

grau schraffiert: keine Chartdaten aus diesem Jahr verfügbar

### Singles
- 1983: Kombinat / Gadające głowy
- 1983: Układ sił / Sexy dol
- 1986: Sam na linie / Moja krew
- 1995: Obejmij mnie, czeczenio